# Gmina Sharon (hrabstwo Appanoose)

Położenie Gminy Sharon w hrabstwie Appanoose

Gmina Sharon (ang. Sharon Township) – gmina w USA, w stanie Iowa, w hrabstwie Appanoose. Według danych z 2000 roku gmina miała 220 mieszkańców.